# Kexby (Yorkshire du Nord)
Pour les articles homonymes, voir Kexby.
Kexby est un village et une paroisse civile du Yorkshire du Nord, en Angleterre. Il est situé sur les berges de la Derwent, à la frontière avec le Yorkshire de l'Est, à environ 8 km à l'est de la ville d'York. Administrativement, il dépend de l'autorité unitaire de la City of York. Au recensement de 2011, il comptait 231 habitants.

## Histoire
Jusqu'en 1996, Kexby dépendait du district de Selby.